# Richland, Oregon
Richland là một thành phố nhỏ nằm trong quận Baker thuộc tiểu bang Oregon của Hoa Kỳ. Dân số theo điều tra dân số năm 2000 là 147 người.

## Địa lý
Richland nằm dọc theo Lộ Oregon 85 giữa Thành phố Baker và Oxbow trên ranh giới Oregon–Idaho.
Theo Cục điều tra dân số Hoa Kỳ, thành phố có diện tích 0,1 dặm vuông Anh (0,2 km²), tất cả đều là đất.